# 2014-es magyar atlétikai bajnokság
A 2014-es magyar atlétikai bajnokság a 119. bajnokság volt.

## Helyszínek
- téli dobóbajnokság: február 22., március 1. gerelyhajítás; Puskás Stadion edzőpálya
- 50 km gyaloglás: március 22., Gyűgy
- mezeifutás: március 23., Budapest, Pestszentlőrinc, Bókay-kert
- 20 km gyaloglás: április 13., Békéscsaba
- 10 000 m: május 4., Budapest, Pasarét
- pályabajnokság: augusztus 1–3., Székesfehérvár
- váltóbajnokság szeptember 6., Budapest Ikarus BSE Stadion
- félmaraton: szeptember 14., Budapest
- többpróba: szeptember 20–21., Székesfehérvár, Bregyó közi Regionális Atlétikai Központ
- 10 km: szeptember 28., Szombathely
- maraton: október 11., Budapest

## Eredmények

### Férfiak
| Versenyszám            | Arany                                                                    | Arany      | Ezüst                                                                  | Ezüst                | Bronz                                                                  | Bronz                 |
| ---------------------- | ------------------------------------------------------------------------ | ---------- | ---------------------------------------------------------------------- | -------------------- | ---------------------------------------------------------------------- | --------------------- |
| 100 m                  | Karlik Dániel Gödöllői EAC                                               | 10,47      | Pozsgai Dániel Gödöllői EAC                                            | 10,52                | Sipos János Szolnoki MÁV                                               | 10,59                 |
| 200 m                  | Móricz Bálint Haladás VSE                                                | 21,15      | Kása Tibor Haladás VSE                                                 | 21,44                | Móré Győző Gödöllői EAC                                                | 21,59                 |
| 400 m                  | Móricz Bálint Haladás VSE                                                | 46,63      | Deák Nagy Marcell Gödöllői EAC                                         | 46,86                | Lukács Máté Favorit AC                                                 | 47,90                 |
| 800 m                  | Kazi Tamás Debreceni SC                                                  | 1:48,50    | Gutema Emánuel Debreceni SC-SI                                         | 1:50,08              | Vindics Balázs Újpesti TE                                              | 1:51,05               |
| 1500 m                 | Kazi Tamás Debreceni SC-SI                                               | 3:52,49    | Gregor László Békéscsabai AC                                           | 3:52,62              | Bene Barnabás Pécsi VSK                                                | 3:53,84               |
| 5000 m                 | Bene Barnabás Pécsi VSK                                                  | 14:44,54   | Gregor László Békéscsabai AC                                           | 14:45,74             | Soós Dániel Bp. Honvéd                                                 | 14:48,53              |
| 10 000 m               | Gregor László Békéscsabai AC                                             | 29:59,74   | Józsa Gábor MAC                                                        | 30:03,68             | Szögi István VEDAC                                                     | 30:04,34              |
| 4 × 100 m              | Boros Bence Pázmándi Zsolt Sipos János Ecseki Dániel Szolnoki MÁV        | 41,02      | Karlik Ádám Móré Győző Pozsgai Dániel Mucsi Róbert Gödöllői EAC        | 41,03                | Tóth Áron Csuhai Péter Bornemissza Gergely Bézsenyi Gergely Bp. Honvéd | 41,90                 |
| 4 × 200 m              | Deák Nagy Marcell Pozsgai Dániel Tar-Lukács Ádám Móré Győző Gödöllői EAC | 1:25,67    |                                                                        |                      |                                                                        |                       |
| 4 × 400 m              | Pozsgai Dániel Móré Győző Mucsi Róbert Deák Nagy Marcell Gödöllői EAC    | 3:12,73    | Gutema Emanuel Koroknai Máté Koroknai Tibor Kazi Tamás Debreceni SC-SI | 3:12,97              | Kiss Gergő Xavér Takács Dávid Matkó Csaba Bartha László VEDAC          | 3:18,83               |
| 4 × 800 m              | Kovács Olivér Héjja Levente Szabó Dániel Horváth Bálint VEDAC            | 7:49,00    |                                                                        |                      |                                                                        |                       |
| 110 m gát              | Baji Balázs Békéscsabai AC                                               | 13,52      | Kiss Dániel Ikarus BSE                                                 | 13,95                | Szűcs Valdó Zalaegerszegi AC                                           | 14,18                 |
| 400 m gát              | Koroknai Máté Debreceni SC-SI                                            | 50,50      | Koroknai Tibor Debreceni SC-SI                                         | 51,17                | Kővári Tamás Ikarus BSE                                                | 52,38                 |
| 3000 m akadály         | Minczér Albert VEDAC                                                     | 8:46,10    | Dani Áron BEAC                                                         | 9:00,08              | Tóth Áron VEDAC                                                        | 9:14,16               |
| magasugrás             | Bakosi Péter Nyírsuli                                                    | 2,17 m     | Fajoyomi Dávid Kecskeméti ARC                                          | 2,14 m               | Gerencsér Ádám Tatabányai SC                                           | 2,05 m                |
| távolugrás             | Virovecz István Ferencvárosi TC                                          | 7,74 m     | Bánhidi Bence Postás SE                                                | 7,61 m               | Páhy Zsolt Egri SSE                                                    | 7,34 m                |
| hármasugrás            | Galambos Tibor Ferencvárosi TC                                           | 15,86 m    | Pál Robin Nyírsuli                                                     | 15,39 m              | László Dávid Alba Regia AK                                             | 15,28 m               |
| rúdugrás               | Szabó Dezső Győri AC                                                     | 5,10 m     | Kéri Tamás Ikarus BSE                                                  | 5,00 m               | Skoumal Péter Alba Regia AK                                            | 4,80 m                |
| súlylökés              | Rakovszky Tibor KSI                                                      | 17,62 m    | Máriássy Ádám Bp. Honvéd                                               | 16,77 m              | Páli Viktor VEDAC                                                      | 16,58 m               |
| diszkoszvetés          | Kővágó Zoltán Szolnoki Honvéd                                            | 62,66 m    | Seres András Maximus KSE                                               | 58,20 m              | Szikszai Róbert Nyírsuli                                               | 58,13 m               |
| gerelyhajítás          | Magyari Zoltán Váci Reménység                                            | 72,91 m    | Gulyás Tamás Szolnoki MÁV                                              | 70,94 m              | Nick Ádám BSC                                                          | 70,10 m               |
| kalapácsvetés          | Pars Krisztián Dobó SE                                                   | 81,38 m    | Hudi Ákos Haladás VSE                                                  | 72,83 m              | Németh Kristóf Dobó SE                                                 | 71,90 m               |
| tízpróba               | Galambos Tibor Ferencvárosi TC                                           | 6999       | Szász Bence Ferencvárosi TC                                            | 5923                 | Szabó László Ferencvárosi TC                                           | 5281                  |
| tízpróba csapat        | Galambos Tibor Szabó László Prekli Zoltán Ferencvárosi TC                | 17 061     | Szász Bence Kiss Levente Végh Nándor Ferencvárosi TC                   | 14 301               | Több induló nem volt.                                                  | Több induló nem volt. |
| 10 km                  | Gregor László Békéscsabai AC                                             | 29:35      | Kovács Tamás VEDAC                                                     | 29:41                | Minczér Albert VEDAC                                                   | 29:51                 |
| félmaraton             | Kovács Tamás VEDAC                                                       | 1:07:01    | Csere Gáspár BEAC                                                      | 1:07:37              | Koszár Zsolt Synergy Fitness                                           | 1:08:25               |
| maraton                | Nagy Tamás János Kaposvári Építők AC                                     | 2:27:14    | Kovács Tamás VEDAC                                                     | 2:27:24              | Deli Gergő ELTE ADSK                                                   | 02:32:02              |
| mezei futás            | Minczér Albert VEDAC                                                     | 27:38,13   | Kovács Tamás VEDAC                                                     | 28:07,88             | Tóth László Békéscsabai AC                                             | 28:16,13              |
| 20 km gyaloglás        | Helebrandt Máté Nyírsuli                                                 | 1:24:38    | Rácz Sándor Újpesti TE                                                 | 1:27:55              | Srp Miklós Bp. Honvéd                                                  | 1:28:17               |
| 50 km gyaloglás        | Tokodi Dávid Bp. Honvéd                                                  | 4:12:11    | Koltai Dávid Bp. Honvéd                                                | 4:59:12              | Csaba István Bp. Honvéd                                                | 5:32:03               |
| 10 km csapat           | Kovács Tamás Minczér Albert Tóth Áron VEDAC                              |            | Csere Gáspár Farkas Dárius Borsányi Dániel BEAC                        |                      | Deli Gergely Németh Gábor Varga Dániel Komócsin Balázs ELTE ADSK       |                       |
| félmaraton csapat      | Németh Gábor Deli Gergely<brVarga Dániel> ELTE-ADSK                      | 3:34:57    | Jenkei Péter Szederkényi Máté Molnár Ákos Vasas                        | 3:37:06              | Halmai Balázs Zsigmond Előd Orsós Zoltán AC Szekszárd                  | 3:38:53               |
| maraton csapat         | Deli Gergő Szabó Gábor Varga Dániel ELTE ADSK                            | 7:53:19    | Németh Gábor Pach Péter Beda Szabolcs ELTE ADSK                        | 8:20:20              | Szilágyi Péter Szőllősi Renátó Kapitány Zoltán Tiszakécske VSE         | 9:12:41               |
| csapat 20 km gyaloglás | Srp Miklós Venyercsán Bence Tokodi Dávid Bp. Honvéd                      | 4:32:00    | Koltai Dávid Venyercsány László Csaba István Bp. Honvéd                | 5:27:45              | Dudás Gyula Kapéri Levente Kovács Soma MVSI                            | 5:29:13               |
| csapat 50 km gyaloglás | Tokodi Dávid Koltai Dávid Csaba István Bp. Honvéd                        | (14:43:26) | Több induló nem volt                                                   | Több induló nem volt | Több induló nem volt                                                   | Több induló nem volt  |
| csapat mezei futás     | Minczér Albert Kovács Tamás Tóth Áron VEDAC                              | 9          | Tóth László Gregor László Oláh Tamás Békéscsabai AC                    | 26                   | Molnár Ákos Rezessy Gergely Szederkényi Máté Vasas                     | 36                    |

### Nők
| Versenyszám            | Arany                                                                    | Arany            | Ezüst                                                                | Ezüst            | Bronz                                                                      | Bronz                 |
| ---------------------- | ------------------------------------------------------------------------ | ---------------- | -------------------------------------------------------------------- | ---------------- | -------------------------------------------------------------------------- | --------------------- |
| 100 m                  | Kaptur Éva Gödöllői EAC                                                  | 11,54            | Sorok Klaudia Győri AC                                               | 11,73            | Berecz Bernadett Egri SSE                                                  | 11,90                 |
| 200 m                  | Kaptur Éva Gödöllői EAC                                                  | 23,91            | Guba Liliána Szolnoki MÁV                                            | 24,36            | Zsigovics Natália Alba Regia                                               | 24,85                 |
| 400 m                  | Kéri Bianka VEDAC                                                        | 54,24            | Kálmán Csenge Gödöllői EAC                                           | 56,30            | Sárkány Fanni Debreceni SC-SI                                              | 56,47                 |
| 800 m                  | Kéri Bianka VEDAC                                                        | 2:09,01          | Kenesei Zsanett BEAC                                                 | 2:09,71          | Aradi Bernadett Debreceni SC-SI                                            | 2:09,92               |
| 1500 m                 | Kenesei Zsanett BEAC                                                     | 4:23,60          | Gyürkés Viktória Ikarus BSE                                          | 4:23,85          | Kácser Zita Békéscsabai AC                                                 | 4:31,32               |
| 5000 m                 | Erdélyi Zsófia Újpesti TE                                                | 16:28,95         | Papp Krisztina Újpesti TE                                            | 16:36,36         | Kovács Zsófia VEDAC                                                        | 16:59,36              |
| 10 000 m               | Papp Krisztina Újpesti TE                                                | 32:59,39         | Kácser Zita Békéscsabai AC                                           | 35:27,63         | Kovács Zsófia VEDAC                                                        | 35:34,05              |
| 4 × 100 m              | Budai Alexandra Kaptur Éva Répási Petra Kálmán Csenge Gödöllői EAC       | 46,54            | Lesku Roberta Szarvas Dóra Kerekes Gréta Kozák Luca Debreceni SC-SI  | 47,23            | Pálinkás Dóra Zsigovics Natália Zsiga Mónika Turcsik Katalin Alba Regia AK | 47,96                 |
| 4 × 200 m              | Kaptur Éva Kálmán Csenge Budai Alexandra Répási Petra Gödöllői EAC       | 1:38,14          |                                                                      |                  |                                                                            |                       |
| 4 × 400 m              | Szarvas Dóra Aradi Bernadett Lesku Roberta Sárkány Fanni Debreceni SC-SI | 3:49,88          | Zsíros Zsanett Kaptur Éva Budai Alexandra Kálmán Csenge Gödöllői EAC | 3:50,81          | Kéri Bettina Göncz Anna Farsang Evelin Kéri Bianka VEDAC                   | 3:53,60               |
| 4 × 800 m              | Balogh Evelin Perjés Fanni Pernesz Zsófia Kenesei Zsanett BEAC           | 9:02,75          |                                                                      |                  |                                                                            |                       |
| 100 gát                | Kerekes Gréta Debreceni SC                                               | 13,72            | Krizsán Xénia Bp. Honvéd                                             | 14,10            | Zsivoczky-Farkas Györgyi Bp. Honvéd                                        | 14,18                 |
| 400 gát                | Zsiga Mónika Alba Regia AK                                               | 1:00,76          | Zajovics Nóra Győri AC                                               | 1:01,17          | Sier Zsófia Csepeli DAC                                                    | 1:01,42               |
| 3000 m akadály         | Gyürkés Viktória Ikarus BSE                                              | 10:16,33         | Kácser Zita Békéscsabai AC                                           | 10:39,11         | Kószás Kriszta Győri AC                                                    | 10:48,30              |
| magasugrás             | Szabó Barbara Újpesti TE                                                 | 1,85 m           | Bihari Patrícia KSI                                                  | 1,78 m           | Babos Rita Alba Regia AK                                                   | 1,78 m                |
| rúdugrás               | Erős Enikő Ferencvárosi TC                                               | 4,00 m           | Szűcs Krisztina Bp. Honvéd                                           | 3,90 m           | Szabó Daniella Bp. Honvéd                                                  | 3,70 m                |
| távolugrás             | Schmelcz Fanny Kecskeméti ARC                                            | 6,41 m           | Berecz Bernadett Egri SSE                                            | 6,30 m           | Lesti Diána BMTE                                                           | 5,87 m                |
| hármasugrás            | Hoffer Krisztina Tatabányai SC                                           | 13,02 m          | Indaia Ivett Kecskeméti ARC                                          | 12,63 m          | Czuth Réka Pécsi VSK                                                       | 12,53 m               |
| súlylökés              | Marton Anita Titán TC Szeged                                             | 17,64 m          | Krizsán Xénia Bp. Honvéd                                             | 14,19 m          | Zsivoczky-Farkas Györgyi Bp. Honvéd                                        | 13,90 m               |
| diszkoszvetés          | Marton Anita Titán TC Szeged                                             | 55,93 m          | Kerekes Dóra Nyírsuli                                                | 49,98 m          | Váradi Krisztina Kecskeméti ARC                                            | 48,38 m               |
| kalapácsvetés          | Orbán Éva VEDAC                                                          | 70,88 m          | Gergelics Cintia Dobó SE                                             | 64,31 m          | Gyurátz Réka Dobó SE                                                       | 64,25 m               |
| gerelyhajítás          | Bogdán Annabella Titén TC Szeged                                         | 50,73 m          | Moravcsik Angéla Váci Reménység                                      | 49,14 m          | Frajka Xénia TFSE                                                          | 48,41 m               |
| hétpróba               | Szabó Beatrix Csepeli DAC                                                | 4548             | Nádházy Evelin Postás SE                                             | 4269             | Gergely Hajnalka BEAC                                                      | 4136                  |
| hétpróba csapat        | Nem volt induló.                                                         | Nem volt induló. | Nem volt induló.                                                     | Nem volt induló. | Nem volt induló.                                                           | Nem volt induló.      |
| 10 km                  | Kálovics Anikó Kaposvári AC                                              | 34:20            | Perity Gabriella MAC                                                 | 34:29            | Gyürkés Viktória Ikarus BSE                                                | 35:02                 |
| félmaraton             | Erdélyi Zsófia Újpesti TE                                                | 1:17:57          | Perity Gabriella MAC                                                 | 1:19:08          | Staicu Simona Dunakeszi VSE                                                | 1:19:31               |
| maraton                | Staicu Simona Dunakeszi VSE                                              | 2:51:08          | Laluska Zsuzsa ELTE ADSK                                             | 3:05:09          | Ladányi Tímea MAC                                                          | 3:07:01               |
| mezei futás            | Kálovics Anikó Szombathelyi ESE                                          | 20:55,91         | Gyürkés Viktória Ikarus BSE                                          | 21:16,91         | Kovács Zsófia VEDAC                                                        | 21:22,91              |
| 20 km gyaloglás        | Madarász Viktória Újpesti TE                                             | 1:35:32          | Kovács Barbara Békéscsabai AC                                        | 1:41:01          | Torma Anett Bp. Honvéd                                                     | 1:42:49               |
| 10 km csapat           | Badiss Anissa Somogyi Anett Németh Eszter VEDAC                          |                  | Varró Katalin Khell Róza Móczó Zsanett Vasas                         |                  | Horváth Tímea Torma Anett Hornyák Zita BHSE                                |                       |
| félmaraton csapat      | Varró Katalin Móczó Zsanett Khell Róza Vasas                             | 4:14:56          | Perity Gabriella Vajda Zsuzsanna Sztipanov Alexandra Tijana MAC      | 4:23:55          | Tóth Eszter Pap Csilla György Gabriella TFSE                               | 4:26:03               |
| maraton csapat         | Nem volt induló                                                          | Nem volt induló  | Nem volt induló                                                      | Nem volt induló  | Nem volt induló                                                            | Nem volt induló       |
| csapat 20 km gyaloglás | Torma Anett Récsi Petra Matalin Brigitta Bp. Honvéd                      | 5:27:06          | Gáti Mara Tóth Zsuzsanna Troják Anett Hunyadi DSE                    | 7:02:20          | Több induló nem volt.                                                      | Több induló nem volt. |
| csapat mezei futás     | Kenesei Zsanett Ferencz Katalin Pernesz Zsófia BEAC                      | 25               | Kálovics Anikó Varga Dorottya Purgai Evelyn Szombathelyi ESE         | 40               | Kácser Zita Váczi Lili Varga Éva Békéscsabai AC                            | 41                    |

## Téli dobóbajnokság
Férfiak
| Versenyszám   | Arany                                     | Arany   | Ezüst                        | Ezüst   | Bronz                        | Bronz   |
| ------------- | ----------------------------------------- | ------- | ---------------------------- | ------- | ---------------------------- | ------- |
| diszkoszvetés | Szikszai Róbert Nyírsuli                  | 58,91 m | Seres András Maximus KSE     | 58,59 m | Huszák János Ferencvárosi TC | 55,70 m |
| kalapácsvetés | Pars Krisztián Dobó SE                    | 78,96 m | Németh Kristóf Dobó SE       | 73,39 m | Hudi Ákos Haladás VSE        | 71,54 m |
| gerelyhajítás | Rivasz-Tóth Norbert Törökszentmiklósi DAK | 71,18 m | Magyari Zoltán Reménység Vác | 68,52 m | Rab Attila Ikarus BSE        | 67,76 m |

Nők
| Versenyszám   | Arany                        | Arany   | Ezüst                           | Ezüst   | Bronz                          | Bronz   |
| ------------- | ---------------------------- | ------- | ------------------------------- | ------- | ------------------------------ | ------- |
| diszkoszvetés | Márton Anita Titán TC Szeged | 54,50 m | Váradi Krisztina Kecskeméti ARC | 48,07 m | Kerekes Dóra Nyírsuli          | 46,18 m |
| kalapácsvetés | Orbán Éva VEDAC              | 71,45 m | Gyurátz Réka Dobó SE            | 67,33 m | Fertig Fruzsina VEDAC          | 65,33 m |
| gerelyhajítás | Szilágyi Réka Szolnoki MÁV   | 46,94 m | Besenyődi Fédra Csepeli DAC     | 45,09 m | Moravcsik Angéla Reménység Vác | 44,04 m |